# Baldachim (konstrukcja statków powietrznych)

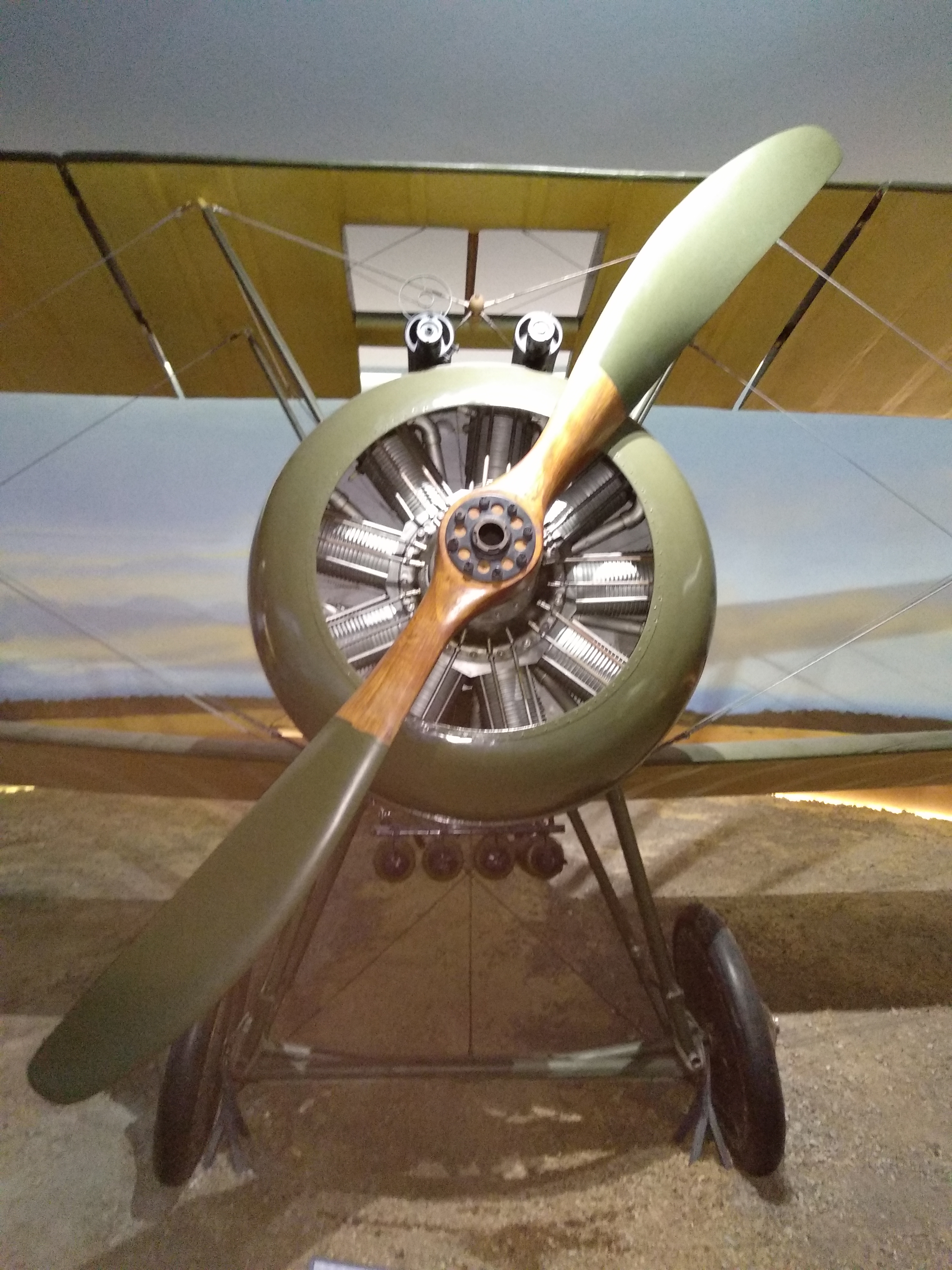
Okienko w baldachimie Sopwith Camel

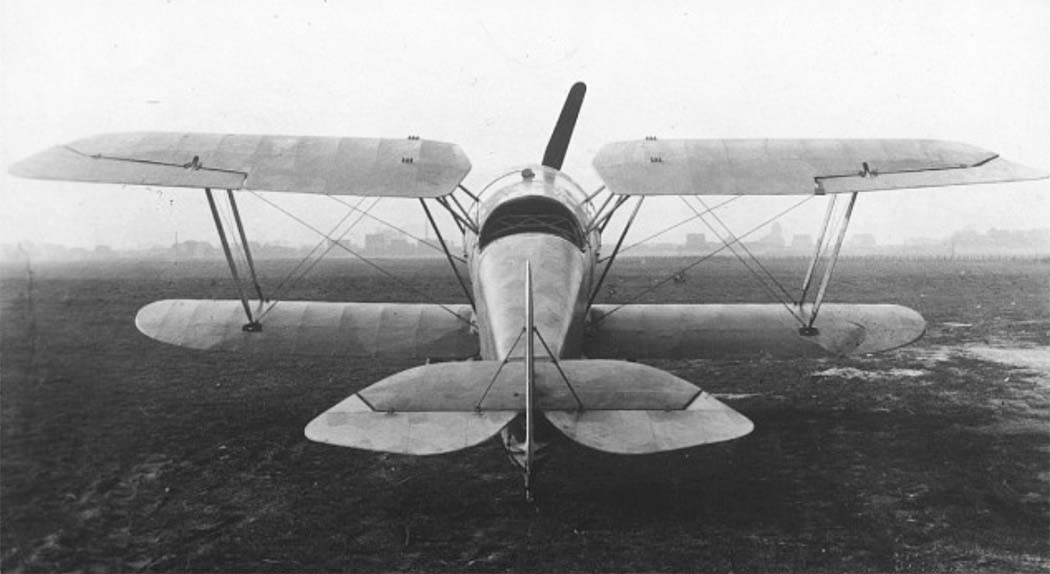
Kondor D 6 pozbawiony baldachimu

Baldachim – centralna część górnego płata samolotu dwupłatowego lub górnopłata w układzie parasol, znajdująca się nad kadłubem.
Baldachim jest zamocowany na stałe do kadłuba za pomocą systemu zastrzałów. Za pomocą systemu węzłów do baldachimu są mocowane zewnętrzne części skrzydeł. Wadą baldachimu było zasłanianie pilotowi sporego fragmentu nieba, co narażało go na atak. Pole widzenia poprawiano wstawiając w baldachim „okienka” lub obniżając górny płat do poziomu pola widzenia pilota. Radykalne rozwiązanie zastosowano w samolocie Kondor D 6, stosując dwuczęściowy płat, bez baldachimu. Inną próbą rozwiązania tego problemu był tzw. płat Puławskiego.